# Ctenoplusia melanocephala
Ctenoplusia melanocephala är en fjärilsart som beskrevs av Heinrich Benno Möschler 1884. Ctenoplusia melanocephala ingår i släktet Ctenoplusia och familjen nattflyn. Inga underarter finns listade i Catalogue of Life.